# 毛細血管再充満時間
毛細血管再充満時間（もうさいけっかんさいじゅうまんじかん、英語: Capillary Refill Time、CRT）とは、
皮膚や爪床（そうしょう、爪の下の皮膚）を圧迫して蒼白化してから圧を解除し、元の色調が回復するまでの時間を計測する理学的検査である。
毛細血管再充満時間の延長は末梢の微小循環の障害を意味し、ショック、脱水、など、重大な問題がある可能性を示唆する。
簡便な検査法として、患者状態の評価に用いられる。
なお、同義語が多数あり、毛細血管再充填時間（もうさいけっかんさいじゅうてんじかん）、爪床血流充填時間、爪床圧迫テスト、爪圧迫テスト、ブランチテスト（blanch test、nail blanch test）、リフィリングタイム、などがあげられる。
また、振動障害においては、ルイス・プルージック試験（Lewis–Prusik test）と呼ぶことがある。

## 適応
全身の循環状態の評価
循環不全の有無、脱水有無などの患者状態の評価や治療の効果判定に用いられる。
局所の循環状態の評価
末梢動脈疾患（四肢の動脈）の評価に用いられることがある。また、振動障害の健診で、末梢循環障害のスクリーニングとして、爪圧迫検査（毛細血管充満時間検査）が用いられることがある。

## 検査法
日本では、手指の爪床を5秒間圧迫する方法がよく知られているが、
毛細血管再充満時間の検査法は標準化されておらず、さまざまな方法が用いられている。

### 部位
手指で行われることが多く、通常、第二指（示指、人差指）か第三指（中指）が選択される。
足趾が選ばれることもある。
指の圧迫部位としては、爪床、または、手指の末節の指腹部（しふくぶ、指紋のあるところ）が用いられる
。
指腹部のほうが爪よりも信頼性が高いという報告もある。
前胸部（胸骨）を圧迫する方法もあり、新生児では推奨されているが、指での測定結果とは相関不良であるので比較はできない。また、皮膚の色素沈着の程度により判定が困難な場合がある。
なお、獣医学領域では、歯肉など粘膜が選ばれる。

### 圧迫時間
圧迫時間は、5秒とするものが多い。
（文献的には、2-3秒、から、数秒、10秒、15秒まで、様々な記載があるが、
圧迫時間が長くなると毛細血管再充満時間も長くなるので、標準化が望ましい。）

### 判定
判定は目視による主観的なものであり、ばらつきやすく、検者により差がある。再現性を改善するため、２回実施して平均をとることもある。
客観的判定のための機器の導入も研究されてはいるが、現在のところ、一般的ではない。
回復するまでの時間の計測も、道具を使用せずに数を数えることなどによって行われることも多く、
タイマーの使用が推奨されている。

### 検査手技以外の結果に影響を与える因子
環境因子としては、気温と照明があげられる
。
低温で延長するので、ある程度診察室の気温に馴化してから検査することが推奨されている。
また、暗い場所での評価は不正確になるため避けるべきである。
患者側の因子としては、性別（男性の方がやや短い）、年齢（高齢で延長）、体温（高温で短縮）、など、さまざまな要因によって影響される。
皮膚の色素沈着、爪のマニキュア、などの影響も指摘されている。

## 基準値
毛細血管再充満時間については、通常、延長のみが問題になるので上限が基準値として設定される。
伝統的に、2秒未満が正常（すなわち、2秒以上は異常）とされており、日本でもこの値が使用されているが、この数値は経験的なもので明確な根拠はないようである。
文献にはさまざまな基準値の記載があり、例をあげる。

### 新生児
新生児では報告により正常上限値のばらつきが大きい。
- 生後7日までの正常上限は5-7秒[21][27]。
- 生後7日までの正常上限は3秒（胸骨または額で5秒圧迫）[28]。
- ３秒未満[10]。

### 小児
- 生後7日を過ぎたら、年齢に関わらず、示指指腹部では2秒以下が正常（すなわち、3秒以上は異常）、足や胸部では4秒以下が正常とされる[21]。
- ３秒未満が正常（すなわち、3秒以上は異常）[15]。
- 2秒未満が正常、2-4秒ならショックも考慮、4秒を超えたら明らかに異常[9]。

### 成人
成人では加齢とともに末梢循環が不良になり個人差が大きくなる傾向があるので評価に注意を要する（このために、成人での有用性を疑問視する意見もある）。
以下、成人を含む基準値の記載例をあげる。
- 2秒以下が正常で、3秒ないしそれ以上は異常[9][17]。
- 成人男性の上限は2.0 秒、成人女性の上限は2.9秒（秒単位で表現すれば、男女とも3秒以上は異常）[7]。
- 中指指腹5秒圧迫で正常上限は、成人男性：1.6秒、成人女性：2.9秒、高齢者：4.5秒[26]。
- 示指5秒圧迫で上限3.5秒（中央値は1.9秒、高齢者を含む1000人の健常成人）[25]。
- 若年成人は2秒未満、中年は3秒未満、高齢者は4.5秒未満[3]。

## 臨床的意義
毛細血管充満時間は、特別な器具や消耗品を要せず簡便にその場で実施可能な微小循環の検査であり、かつ、
測定可能な指標のうちでもっとも早く末梢循環不全（臓器血流の低下）を検出可能とされている
（血圧などのバイタルサインはショックがある程度進行した状態ではじめて異常を呈することも多い）。
そのため、毛細血管充満時間は、脱水、心不全、など、迅速な患者状態評価が必要なさまざまな医療の場面で利用されている。特に、小児救急の分野で有用とされ、その延長はレッドフラグサインとみなされている（ただし、毛細血管再充満時間が正常だからといって、重篤な疾患の存在を否定することはできない）。
また、非侵襲的で繰り返し実施可能な検査でもあり、循環不全に対する補液などの治療の効果の評価にも使用できる。重症患者で治療開始後も毛細血管充満時間が延長している場合は予後不良である。
敗血症性ショックについては、毛細血管充満時間を指標として治療する方が血中乳酸値を指標とするよりも有意にSOFAスコア（多臓器不全の重症度を評価するスコア）が改善したとの報告もあり、各種の敗血症ガイドラインにも採用されている。

## 画像
日本で一般的な爪床圧迫の画像については、出典にあげた外部サイトを参照されたい。

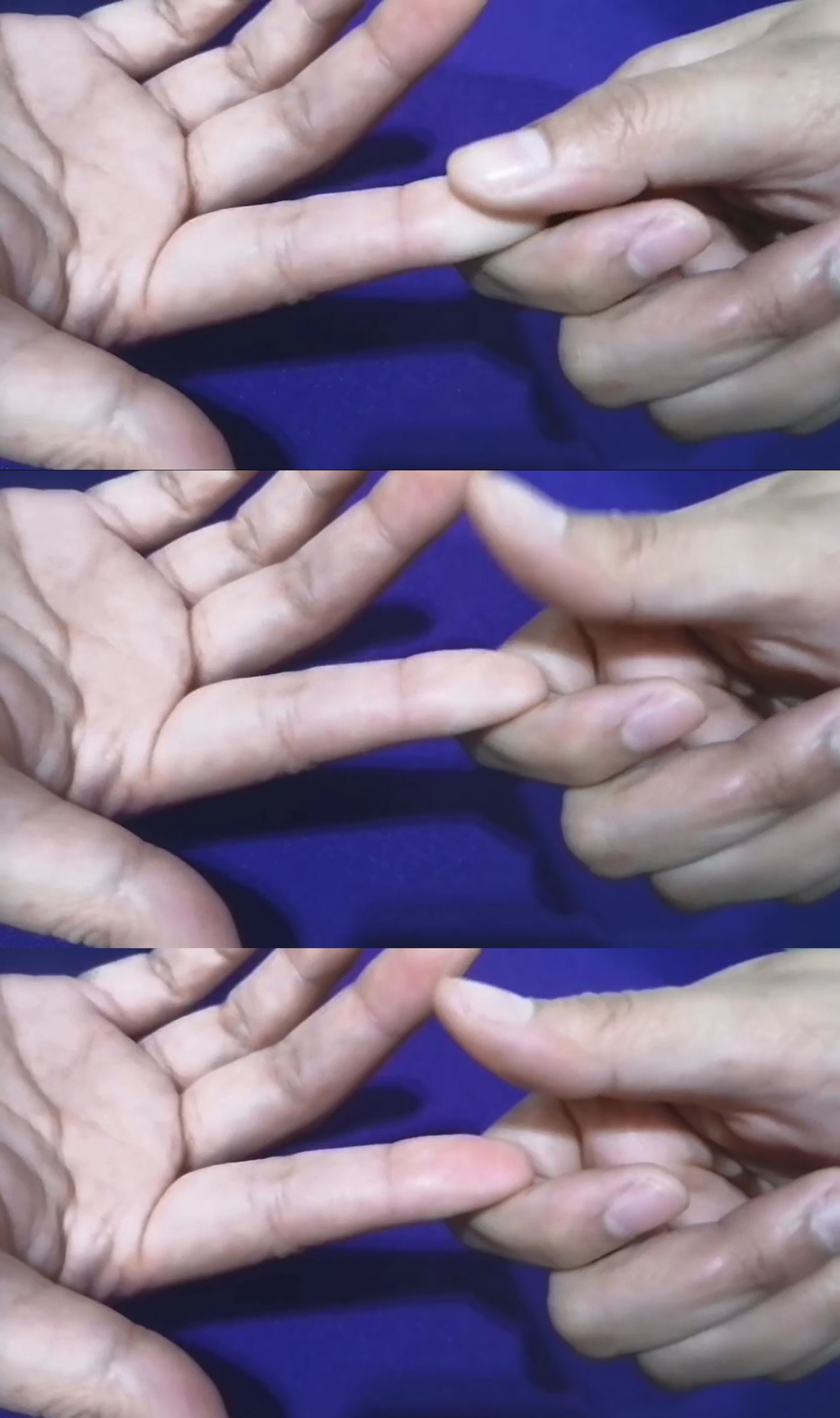
示指の指腹での毛細血管再充満時間
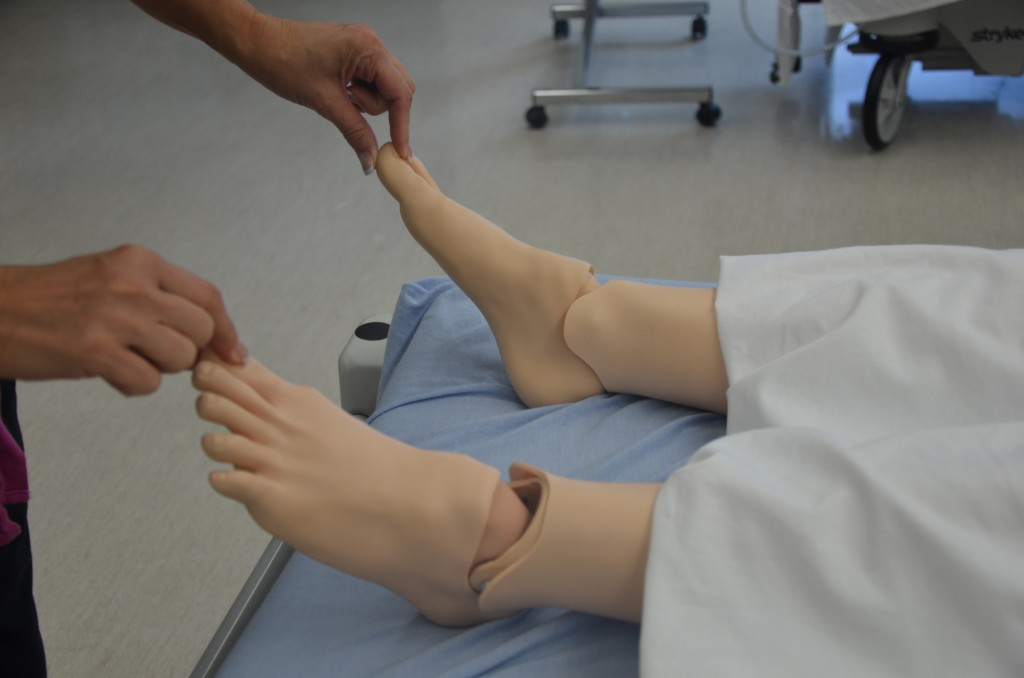
足趾での毛細血管再充満時間（訓練用の人形）
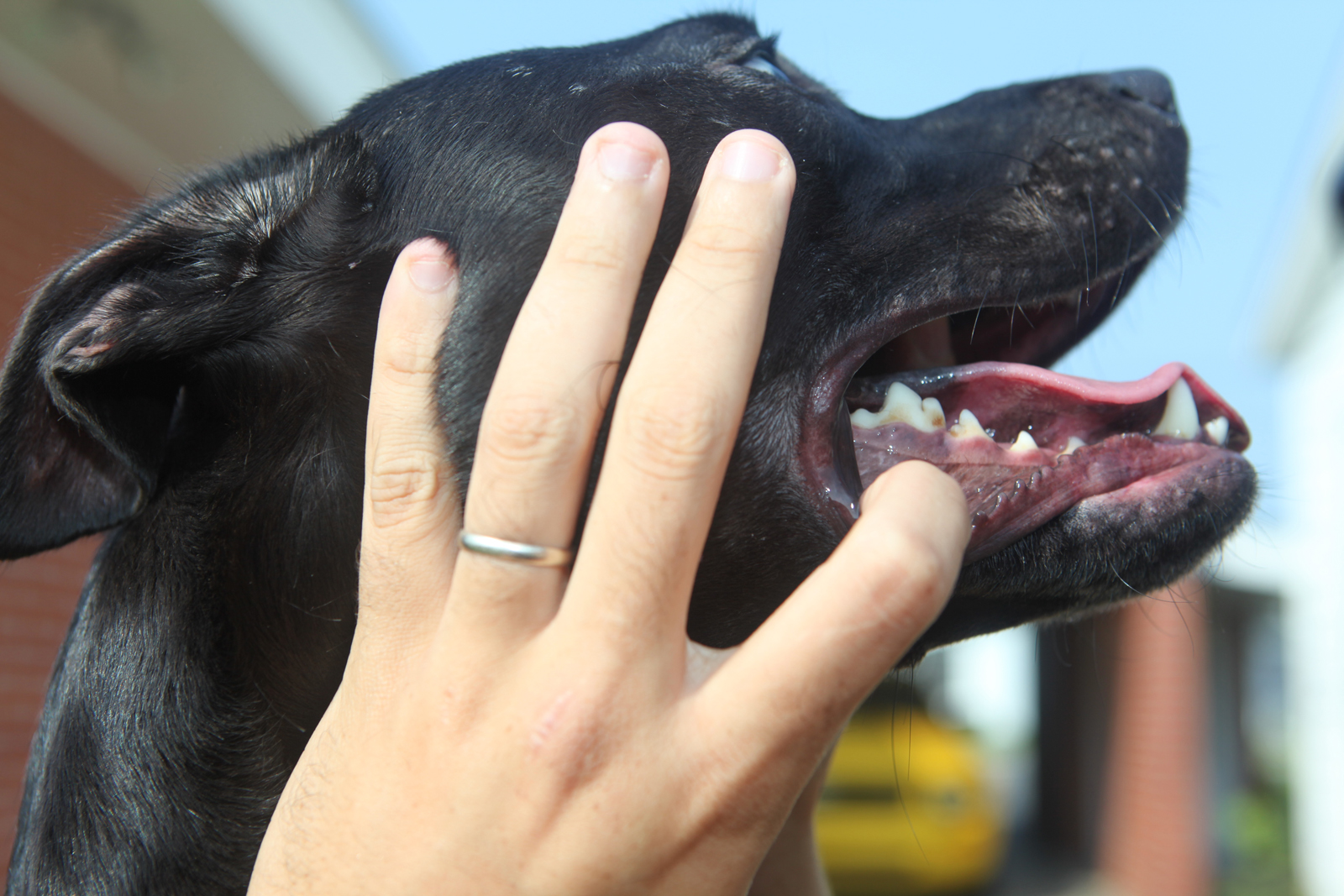
獣医学領域での毛細血管再充満時間：犬の歯肉で脱水評価